# 格拉萨圣母城-迪波沃阿和梅阿达什
格拉萨圣母城-迪波沃阿和梅阿达什是葡萄牙波塔莱格雷区的一个堂区。总面积73.62平方公里，总人口696人，人口密度9.5人/平方公里。